# Scholen aan Zee
Stichting Scholen aan Zee is een brede scholengemeenschap in de Nederlandse gemeente Den Helder. De scholengemeenschap biedt onderwijs op verschillende niveaus (vmbo-b, vmbo-k, mavo, havo en vwo). In het schooljaar 2022-2023 had de school 2420 leerlingen.

## Geschiedenis
In 1997 werd de Stichting Samenwerking Voortgezet Onderwijs Den Helder en omstreken (SAVO) opgericht als samenwerkingsverband van de scholengemeenschap Nieuwediep en het Etty Hillesum College. In 2007 werd SAVO opgevolgd door de stichting Scholen aan Zee. In 2018 zijn beide scholen institutioneel gefuseerd nadat de leerlingenaantallen van het Nieuwediep terugliepen.
Het samengaan van de scholen in 2007 leidde tot onrust en er was een groot verloop van docenten en management. In 2007 opende ook het Junior College voor de onderbouw in Julianadorp. In 2014 volgde het ontslag van de directeur nadat was gebleken dat zij had gelogen over haar diploma's. In 2018 werd de afdeling Beroepsonderwijs negatief beoordeeld door de onderwijsinspectie; een jaar later volgde eenzelfde beoordeling voor het Lyceum. Na het treffen van diverse maatregelen wisten beide opleidingen binnen een jaar alsnog een voldoende te behalen.
Tot schooljaar 2022-2023 was er een afdeling Mavo aan Zee, door veranderingen in leerwegen verdwijnt deze naam. Het gebouw waar Mavo aan Zee was gevestigd werd in gebruik genomen door Schakel aan Zee. De scholengemeenschap maakt sinds 2024 gebruik van het in het jaar ervoor vernieuwde Sportcomplex Quelderduyn.
De scholengemeenschap heeft een samenwerkingsverband met natuureducatiecentrum De Helderse Vallei, deze samenwerking werd in september 2024 verlengd.

## Huidige locaties
Scholen aan Zee kent afdelingen die op verschillende locaties zijn gevestigd. Dit zijn:

### Lyceum aan Zee
Op de afdeling Lyceum aan Zee wordt onderwijs geboden aan leerlingen met een vmbo-tl, havo- of vwo-advies (atheneum en gymnasium).

### Beroepsonderwijs aan Zee
Op afdeling Beroepsonderwijs aan Zee wordt vmbo-b en vmbo-k onderwijs aangeboeden aan leerlingen. De afdeling biedt een uitgebreide oriëntatie op mogelijke beroepen.

### Junior College
Het Junior College is een zelfstandige onderbouwafdeling voor alle niveaus in Julianadorp. De leerlingen van het vmbo en de mavo stromen na het tweede leerjaar door naar de afdelingen in Den Helder. De leerlingen van de havo en het vwo doen dit na het derde leerjaar.
Het Junior College is niet alleen voor leerlingen uit Julianadorp, maar ook voor leerlingen uit de regio, zoals Anna Paulowna, Breezand, Wieringen, Callantsoog en ’t Zand.

### Villa aan Zee
Villa aan Zee is een internationale school voor nieuwkomers. Het is een fusieschool ontstaan uit Schakel aan Zee (voortgezet onderwijs) en Villa Kakelbont (basisonderwijs). Schakel aan Zee was een eersteopvangschool gespecialiseerd in het Nederlands als tweede taal (Nt2). Hier werden anderstalige leerlingen door middel van intensief taalonderwijs voorbereid op een vervolgopleiding. Op Villa aan Zee worden leerlingen ingeschreven die de Nederlandse taal onvoldoende beheersen. Wanneer deze leerlingen de taal voldoende machtig zijn kunnen zij schakelen naar regulier onderwijs. Doordat een groot deel van de leerlingen op een asielzoekerscentrum woonachtig zijn en daarbij doorstromen naar andere azc kan het aantal leerlingen door het jaar heen schommelen.
Vanaf 2015 huisde Schakel aan Zee in tijdelijke klaslokalen die op het terrein van Lyceum aan Zee waren neergezet. In 2021 verhuisde Schakel aan Zee naar het voormalige kantoor van Woningstichting Den Helder aan de Drs. F. Bijlweg. In 2022 verhuisde de school naar het voormalige gebouw van Mavo aan Zee aan de overkant van de straat. Op 27 mei 2024 ging Schakel aan Zee samen met internationale basisschool Villa Kakelbont van Stichting Meerwerf Basisscholen. Hierdoor zijn alle internationale leerlingen tussen 4 en 18 jaar onder een dak te vinden onder de naam Villa aan Zee.

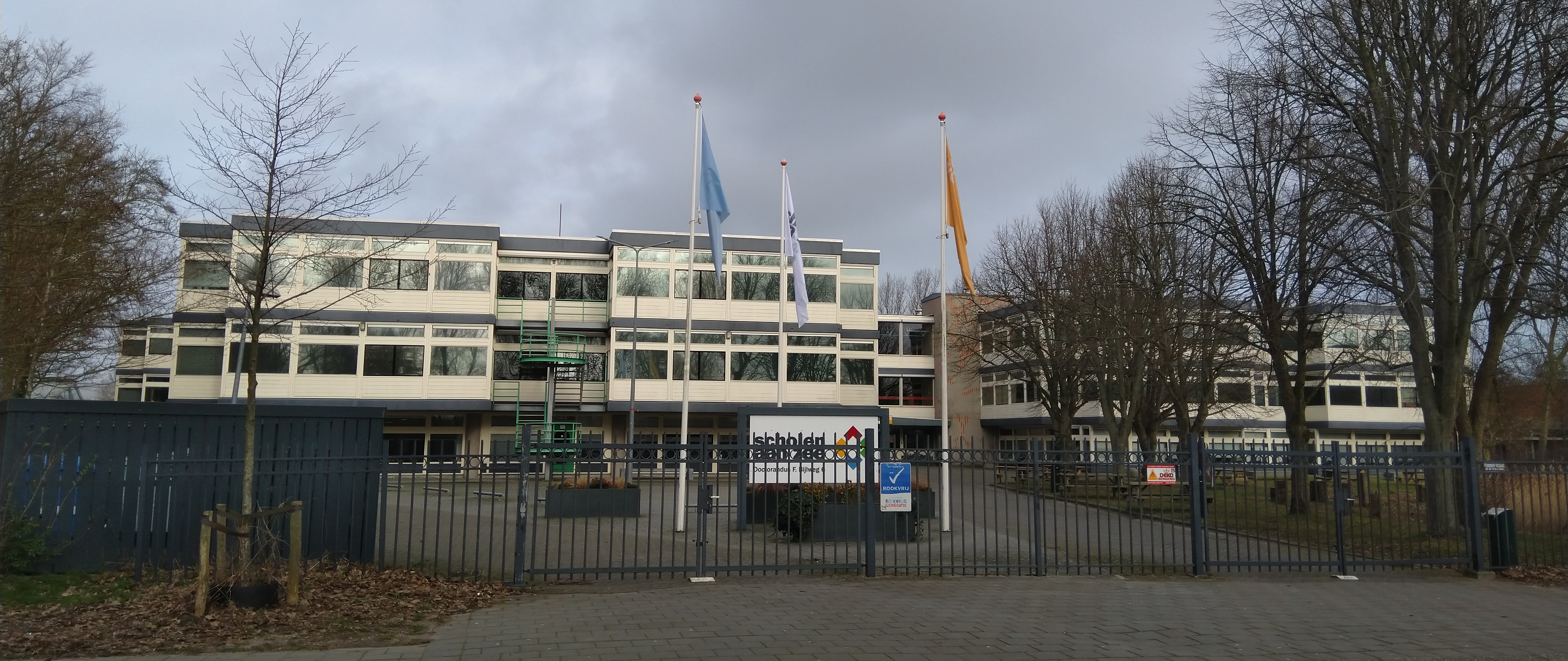
Lyceum aan Zee
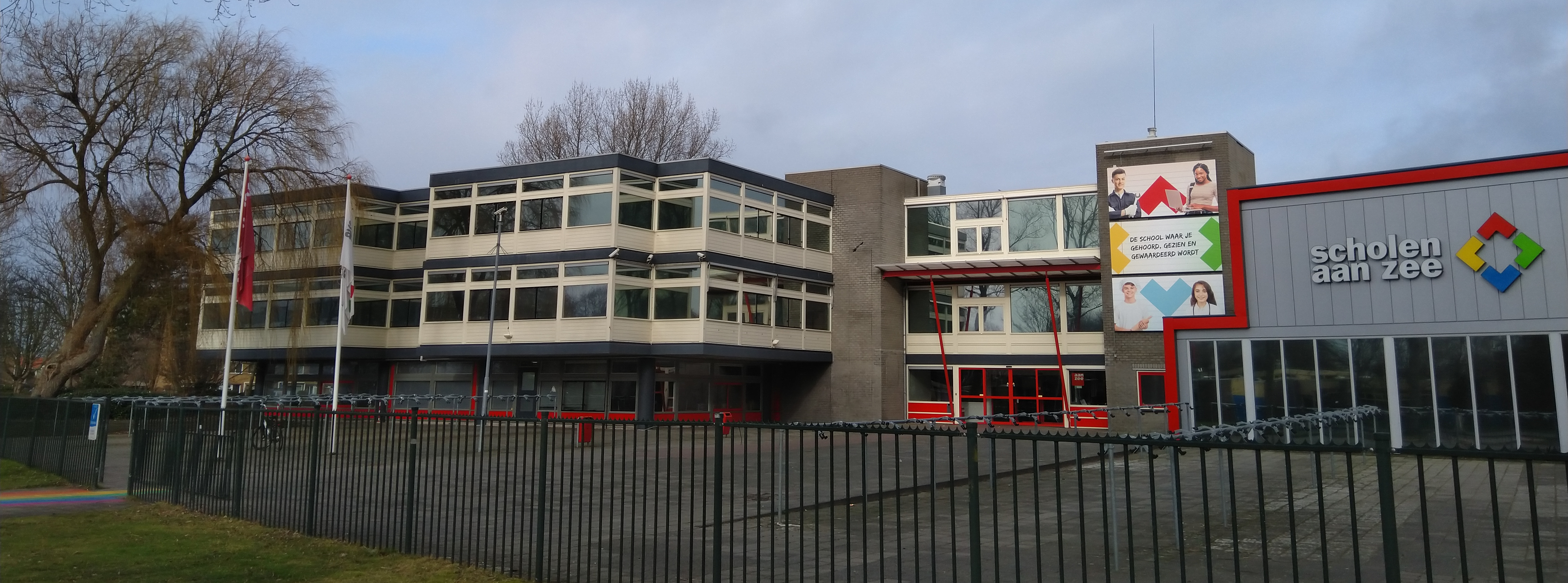
Beroepsonderwijs aan Zee
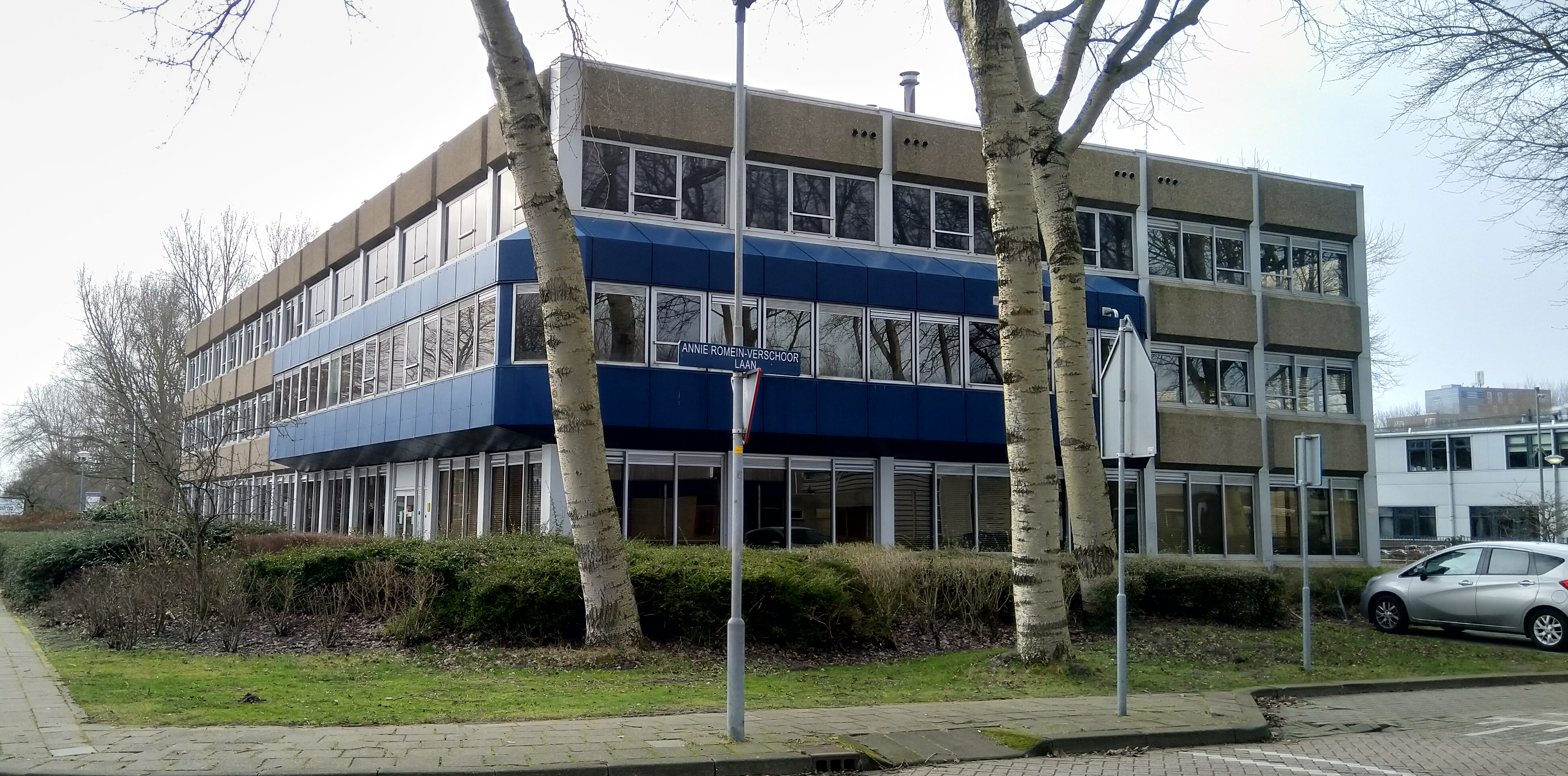
Voormalig gebouw van Mavo aan Zee
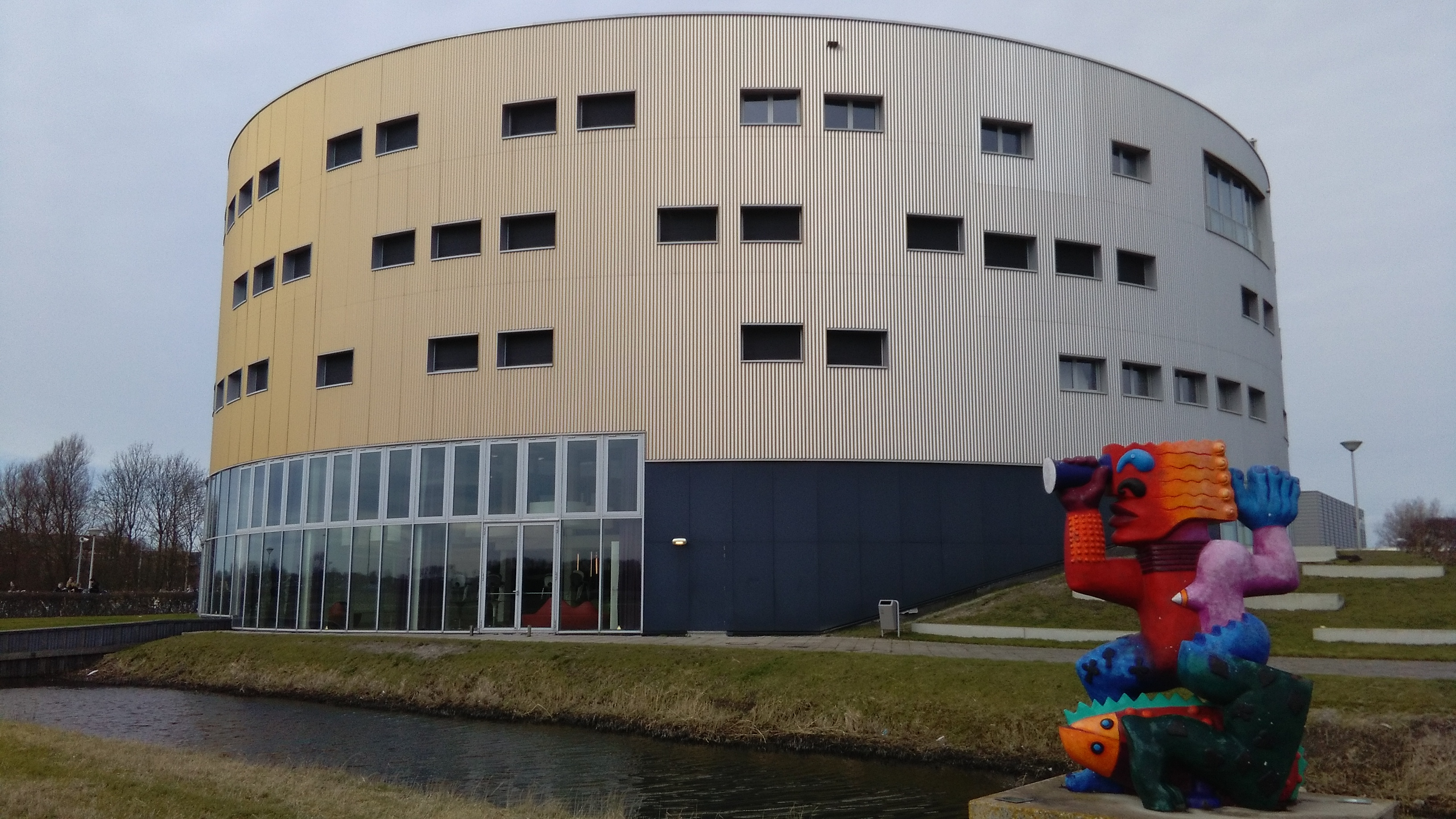
Junior College in Julianadorp